# Alcol, schifo e nostalgia
Alcol, schifo e nostalgia è il secondo album in studio del gruppo musicale italiano Voina, pubblicato il 3 marzo 2017 dalla INRI e distribuito dalla Artist First.

## Descrizione
Per la registrazione di Alcol, schifo e nostalgia, i Voina si sono ritirati presso la loro regione natia intenzionati a realizzare un disco «più immediato». A tale scopo, il gruppo ha registrato l'album in presa diretta, servendosi di un numero limitato di sovraincisioni. Il lavoro finale è stato descritto dagli stessi membri come «sporco, sboccato e pieno di lividi». Per la denominazione del disco, il gruppo ha utilizzato tre termini che legano concettualmente le liriche dei brani, le quali trattano tematiche come la disillusione, la sconfitta, il fallimento e la noia.
Finanziato attraverso una campagna di crowdfunding, il disco è stato registrato nel 2016 presso lo Spazio Sonoro in provincia di Chieti. L'album è stato prodotto dagli stessi Voina insieme ad Andrea Di Giambattista, già produttore del Management del dolore post-operatorio.
Il suo mastering è stato svolto da Riccardo Ricci presso l'Ultrasonic Studio di Pescara.
Al momento della pubblicazione, Alcol, schifo e nostalgia ha raggiunto il sesto posto nella classifica nazionale degli artisti indipendenti stilata dal MEI. L'album è stato anticipato dal singolo Io non ho quel non so che, divenuto virale sui servizi di streaming musicale. Il tour in supporto al disco ha portato i Voina ad esibirsi sui palchi di artisti italiani e internazionali come Kasabian, Afterhours, Ministri e Caparezza.

## Tracce
Testi di Ivo Bucci, musiche di Bucci, Nicola e Domenico Candeloro, Daniele Paolucci.
1. Welfare – 2:13
2. Io non ho quel non so che – 3:15
3. Bere – 3:17
4. Ossa – 3:56
5. Morire 100 volte – 2:47
6. Gli anni '80 – 3:31
7. Il futuro alle spalle – 3:59
8. Non è la Rai – 3:27
9. Il jazz – 3:23
10. La provincia – 3:02

## Formazione
- Ivo Bucci – voce
- Nicola Candeloro – chitarra
- Domenico Candeloro – batteria
- Daniele Paolucci – basso

## Classifiche
| Classifica (2017)     | Posizione massima |
| --------------------- | ----------------- |
| Italia (indipendenti) | 6                 |